# Всхова
Всхо́ва (пол. Wschowa), Фрауштадт (нем. Fraustadt) — город в Польше, входит в Любушское воеводство, Всховский повят. Имеет статус городско-сельской гмины. Занимает площадь 8,38 км². Население — 14 607 человек (на 2004 год).

## История
- Битва при Фрауштадте

## Известные уроженцы
- Стаблевский, Флориан (1841—1906) — польский священнослужитель, архиепископ Познанский и Гнезненский, примас Польши в 1891—1906 годах.

## Фотографии

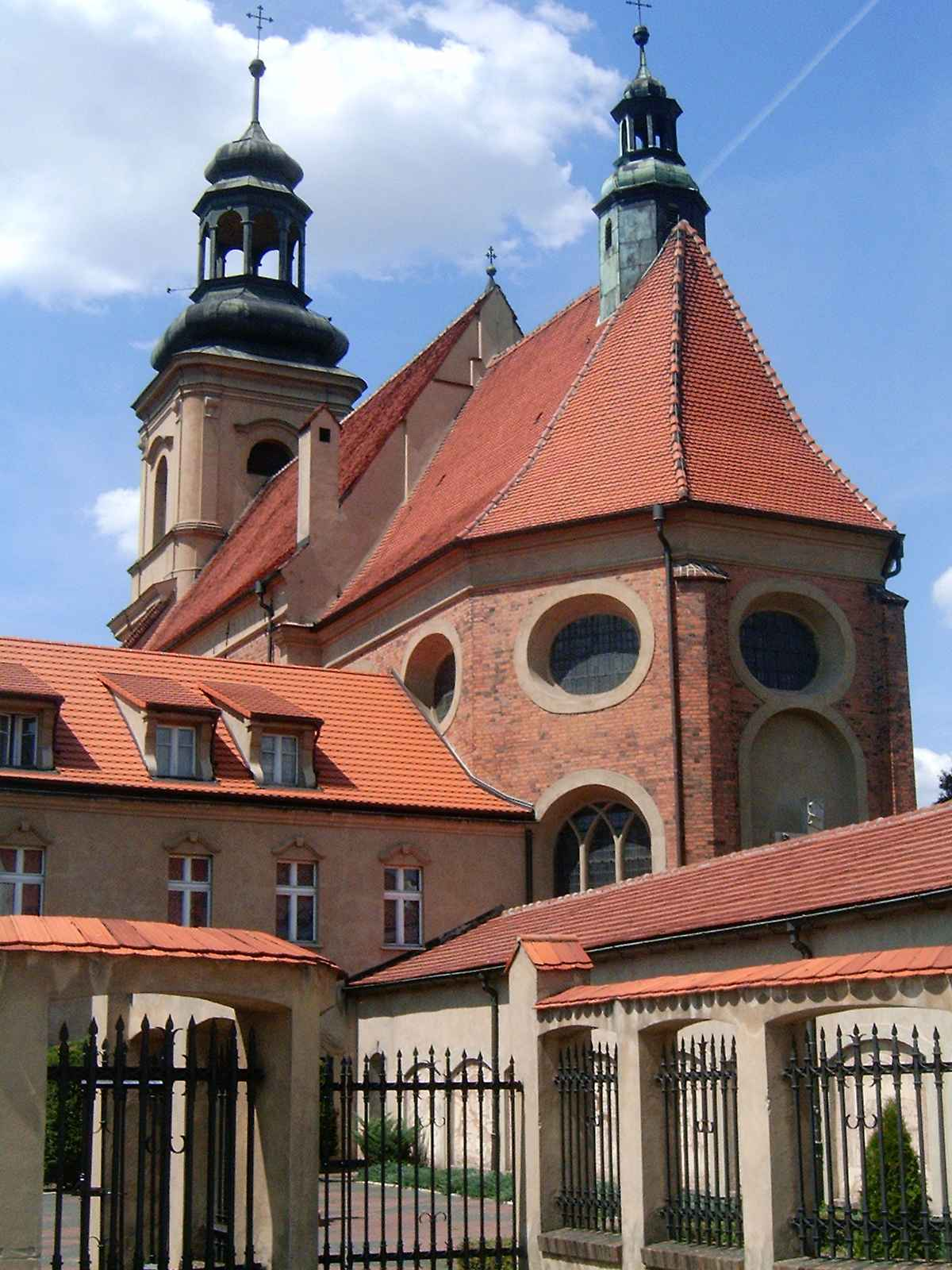
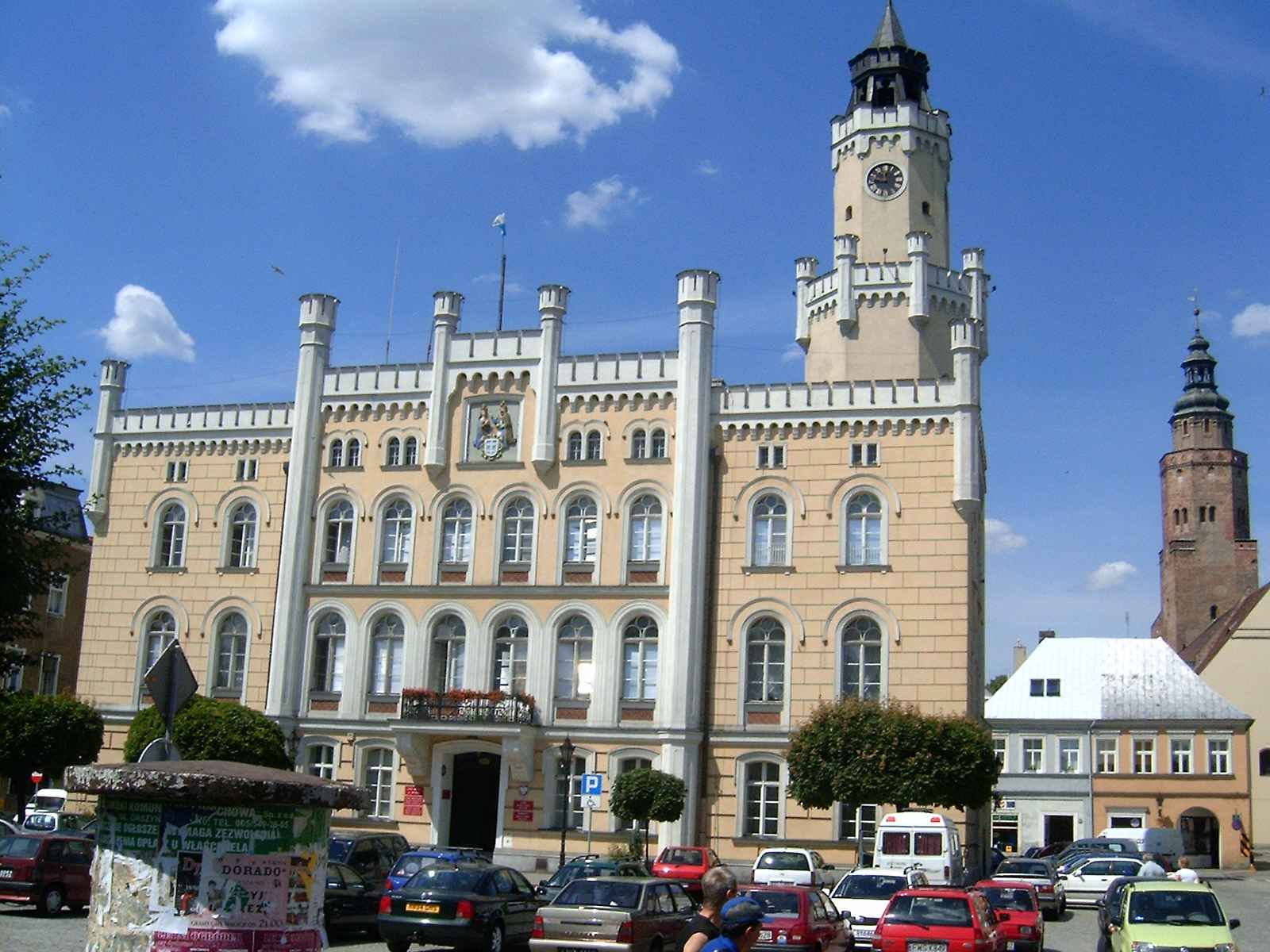
Ратуша
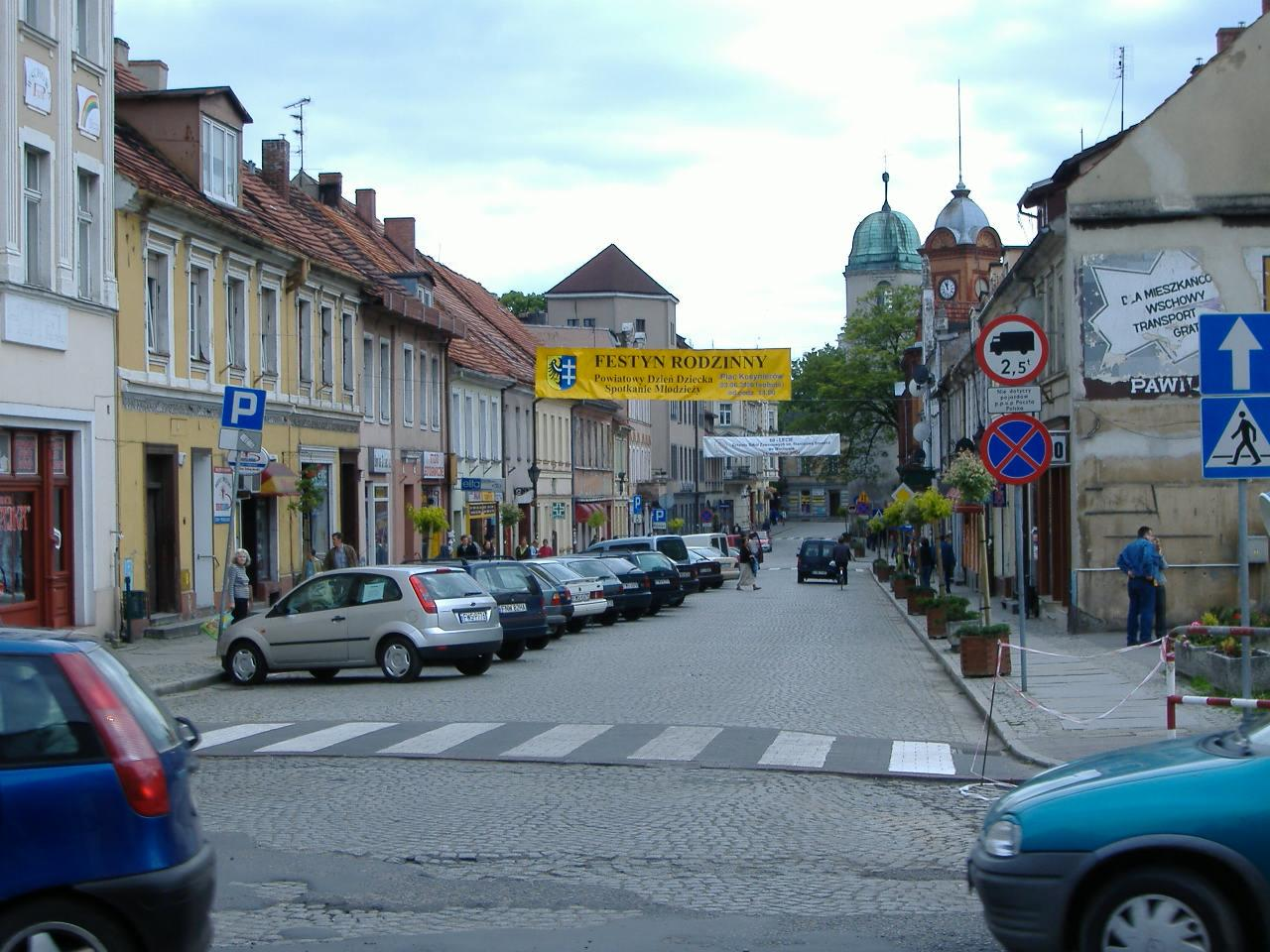